# Chileuma
Chileuma là một chi nhện trong họ Gnaphosidae.